# Фрегінг

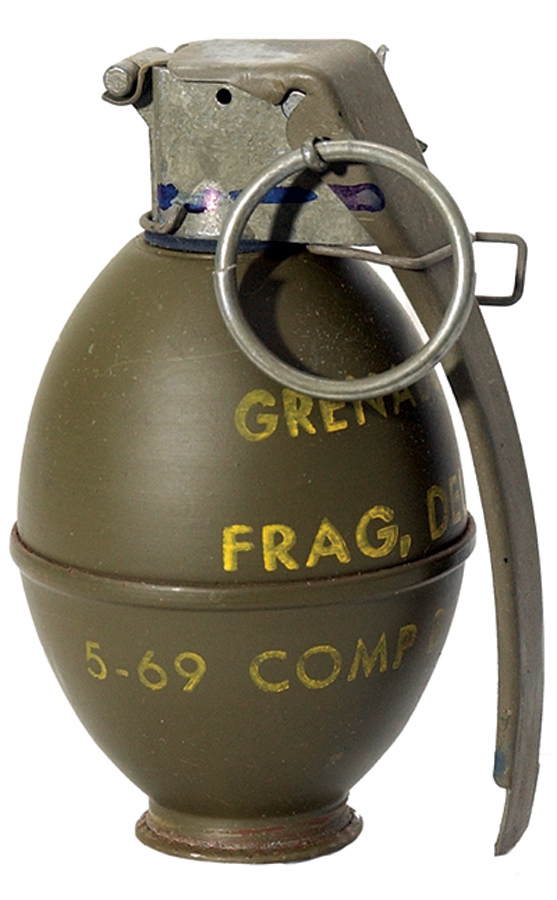
Гранати М26, які видавалися американським військовослужбовцям під час війни у В'єтнамі. Часто застосовувалися для фрегінгу.

Фрегінг (англ. Fragging; від frag[mentation] grenade — уламкова граната) — вбивство непопулярних командирів під час військового бою; американський військовий термін, що з'явився у другій половині XX століття і позначає навмисне вбивство офіцера військовослужбовцями, які перебувають під його командуванням (зазвичай, рядовим складом). Таке вбивство зазвичай видається ними за нещасний випадок або як бойові втрати. Мотивом злочину найчастіше є діяльність покійного офіцера, яка сама по собі розцінюється його підлеглими як злочинна і така, що зайвий раз наражає на ризик життя і здоров'я рядових. 
У зв'язку з розвитком сучасних засобів знищення, особливо, уламково-фугасних боєприпасів, найчастіше фрегінг (як і випливає з етимології поняття) проводиться за допомогою ручної гранати, бо ураження її уламками досить складно встановити шляхом балістичної експертизи, а в бойовій ситуації граната може нібито відскочити від перешкоди або ж військовослужбовець ворожих сил може закинути її назад. Ще складніше встановити і довести злочинний намір, навіть якщо точно відомо хто саме з солдатів кинув гранату в офіцера.
Практикування фрегінгу було особливо поширене під час війни у В'єтнамі. В 1970 році нарахували 363 випадки фрегінгу, не рахуючи 1400 офіцерів, причина смерті яких «не піддається поясненню». Наразі ж такі випадки в армії США є поодинокими у зв'язку зі зміною стратегії ведення бою, яка передбачає максимально раціональне збереження рядового складу.